# Pavel Horváth
Pavel Horváth (sinh ngày 22 tháng 4 năm 1975) là một cầu thủ bóng đá người Cộng hòa Séc.

## Đội tuyển bóng đá quốc gia
Pavel Horváth thi đấu cho đội tuyển bóng đá quốc gia Cộng hòa Séc từ năm 1999 đến 2002.

## Thống kê sự nghiệp
| Đội tuyển bóng đá Cộng hòa Séc | Đội tuyển bóng đá Cộng hòa Séc | Đội tuyển bóng đá Cộng hòa Séc |
| Năm                            | Trận                           | Bàn                            |
| ------------------------------ | ------------------------------ | ------------------------------ |
| 1999                           | 6                              | 0                              |
| 2000                           | 8                              | 0                              |
| 2001                           | 2                              | 0                              |
| 2002                           | 3                              | 0                              |
| Tổng cộng                      | 19                             | 0                              |